# Błękit bromofenolowy
Błękit bromofenolowy – organiczny związek chemiczny stosowany jako wskaźnik pH. Poniżej pH 3,0 ma barwę żółtą, zaś powyżej wartości 4,6 staje się niebiesko-fioletowy. Barwnik ten jest stosowany w alkacymetrii, a także jako marker do kontroli procesu elektroforezy żelowej z użyciem agarozy lub poliakrylamidów.